# Enrico Dalfino
Enrico Nicola Dalfino (Sammichele di Bari, 6 dicembre 1935 – Bari, 24 agosto 1994) è stato un politico italiano.

## Biografia
Dopo la laurea con lode in giurisprudenza, conseguita nel 1958 presso l'’Università  di Bari, è stato professore ordinario di Diritto Amministrativo presso la stessa Università.
Politicamente vicino alla Democrazia Cristiana fu eletto consigliere comunale e poi, nel 1990, sindaco di Bari.
In tale veste, l'8 agosto 1991 si trovò a gestire lo sbarco dei circa 20.000 profughi albanesi arrivati al porto di Bari con la nave Vlora, in un frangente in cui i principali esponenti delle istituzioni sul territorio baresi erano in vacanza. In quell'occasione pronunciò la frase, divenuta poi celebre: "Sono persone, persone disperate. Non possono essere rispedite indietro, noi siamo la loro unica speranza". Per aver criticato la linea del Governo in quel frangente venne etichettato come "cretino" dal presidente della Repubblica Francesco Cossiga.
Lasciò l'incarico a dicembre del 1991.
È morto il 24 agosto 1994.
Il 15 settembre 1996 gli è stato dedicato un busto in bronzo presso la Sala del Consiglio Comunale di Bari.
Nel 2019 gli è stata dedicata una scultura pubblica collocata sul lungomare IX Maggio di Bari nel quartiere San Girolamo. La scultura dal titolo "Sono Persone 8.8.1991" di Jasmine Pignatelli riporta, tradotta in codice morse, la famosa frase pronunciata da Enrico Dalfino in occasione dello sbarco degli albanesi.